# Адамково
Адамково — деревня в Горайской волости Островского района Псковской области.
Расположена на берегу реки Верша, в 30 км к югу от города Остров и в 9 км к югу от волостного центра, деревни Крюки.
Численность населения деревни по состоянию на 2000 год составляет 7 человек.